# Lütt Matten und die weiße Muschel
Lütt Matten und die weiße Muschel ist ein Kinderbuch von Benno Pludra. Es wurde erstmals 1963 im Kinderbuchverlag Berlin verlegt. Seitdem wurde es zunächst in zahlreichen Auflagen in der DDR und 2004 nochmals beim KinderbuchVerlag aufgelegt.
Die Illustrationen stammen von Werner Klemke.

## Inhalt
Erzählt wird die Geschichte von Lütt Matten („der kleine Martin“). Er lebt in einem Fischerdorf an der Ostseeküste und hat großen Kummer, da er in seiner selbstgebauten Reuse keinen Fisch fängt. Die Erwachsenen des Dorfes lachen ihn aus, nur seine Freundin Mariken hält zu ihm. Lütt Matten träumt davon, die geheimnisvolle weiße Muschel, von der die Legende erzählt, sie würde den Fisch bringen, zu finden. Als er eines Nachts auf den Bodden hinausfährt, bringt sich Matten in große Gefahr. Als der helle Mond hinter den Wolken verschwindet und es dunkel wird, bleibt Lütt Matten in den großen Reusen der Fischer hängen. Er wird von seinem Vater und den Fischerfreunden gerettet. Als Wiedergutmachung dafür, dass der Vater zu selten für ihn da war, bauen beide zusammen eine neue Reuse. Damit gelingt dann auch der ersehnte Fischfang.

## Hörspiel
Im Jahr 1963 wurde die Geschichte als 34 Minuten langes Radiohörspiel vom Rundfunk der DDR produziert. Das Funkmanuskript wurde von Dorothea Bretzel erstellt, Regie führte Ingeborg Milster, Erzähler war Werner Röwekamp.

## Verfilmung
Die Geschichte von Lütt Matten wurde unter dem Titel Lütt Matten und die weiße Muschel von der DEFA 1964 unter der Regie von Herrmann Zschoche unter anderem mit Erik S. Klein verfilmt. Das Drehbuch schrieb Benno Pludra mit Herrmann Zschoche.